# 唐威
唐威，山西孝義人，明朝政治人物，举人出身。
永樂元年，參加癸未科鄉試中舉，后任富平教諭。